# Салтыки (Поломское сельское поселение)
Салтыки́ — деревня в Кирово-Чепецком районе Кировской области в составе Поломского сельского поселения.

## География
Расположена на расстоянии менее 14 км на юг от центра поселения села Полом.

## История
Известна с 1678 года как заимочка на Поломе с 1 двором, в 1764 году 22 жителя. В 1873 здесь (займище На Поломе или Салтыки) дворов 15 и жителей 105, в 1905 (деревня Займище на Поломе или Салтыки) 16 и 111, в 1926 (уже Салтыки) 16 и 93, 1950 16 и 58, в 1989 уже не было постоянных жителей. Ныне имеет дачный характер.

## Население
Постоянное население не было учтено как в 2002 году, так и в 2010.